# Opening (academias de inglés)
Opening era la marca comercial utilizada por la empresa Open English Master Spain S.A., perteneciente al grupo de educación a distancia CEAC, para la prestación de servicios de aprendizaje de inglés a través de un conjunto de academias propias y franquiciadas localizadas a lo largo de toda la geografía española. La compañía cesó su actividad el 30 de julio de 2002 tras iniciar la suspensión de pagos poseyendo una deuda de 121,4 millones de euros.
Se estima que a fecha de abril de 2002, Opening cifraba su número de alumnos en 90 000, siendo el precio medio de los cursos 1500 euros aunque ésta cifra llegaba a superar los 3000 en algunos casos. El valor de los créditos solicitados para afrontar el pago de dichas matrículas rondaba los 135 millones de euros, debido a que la mayoría de sus clientes no realizaban el pago en efectivo. Las entidades con las que Opening operaba para financiar dichos precios eran las entidades Banco Santander Central Hispano, Pastor Serfin (perteneciente al Banco Pastor), Eurocrédito (actual Cetelem), Finanzia BBVA (propiedad del BBVA), Caja Madrid y Banesto.

## Cese de operaciones
Previamente al fin de las operaciones de la compañía, en junio de 2002, se trazó un plan de reflotamiento mediante el establecimiento de negociaciones con la empresa Sylvan, propietaria de Wall Street Institute (una de las academias competidoras de Opening), el Instituto Catalán de Finanzas y las entidades acreedoras. Sin embargo, la retirada de la empresa rival de las negociaciones provocó necesariamente la citada suspensión de pagos en Opening.
El 4 de septiembre de 2002, se presentó ante los sindicatos de la empresa un segundo intento de recuperar la actividad mediante la presentación de un plan de viabilidad consistente en un expediente de regulación de empleo del que la mitad de la plantilla quedaría desempleada y la refinanciación de la deuda mediante un crédito postconcursal en forma de un préstamo de seis millones de euros. La banca aceptó refinanciar Opening pero bajo la condición de que la dirección no se encontrara en manos de las mismas personas causantes de la bancarrota de la empresa sino en manos de la Administración pública.
Finalmente, las entidades decidieron no conceder el crédito a Opening por desconfianza en los gestores de la empresa y la negativa de la Administración a subvencionarla. De esta manera se conoció el cierre definitivo de Opening el 14 de septiembre de 2002 tras permanecer cerradas sus academias durante mes y medio y tras la promesa de su director general, Rafael Macía, de reabrirlas el día 23 de ese mismo mes.

## Consecuencias
El cierre de las academias Opening se produjo sin haber avisado previamente a sus usuarios y habiendo recibido en concepto de pago de matrículas durante los meses previos a su bancarrota unos 30 millones de euros de 45 000 alumnos, que financiaban los precios mediante créditos bancarios.
Fue precisamente el colectivo de alumnos el que se vio más perjudicado, tanto los que estaban realizando un curso en el momento del cierre como aquellos que habían contratado créditos bancarios con el fin de financiar las matrículas de los próximos cursos. La empresa rival Wall Street Institute se ofreció a impartir clases de manera gratuita a los afectados. Se interpusieron demandas juciales tanto por parte de organismos públicos como colectivas por parte de las asociaciones de consumidores como FACUA, ADICAE o AUSBANC a lo largo del país, consiguiéndose resoluciones judiciales a favor de los demandantes en la mayoría de los casos. En éstas se solicitaban a los tribunales que anulasen los créditos contraídos y se indemnizara a los frustrados alumnos contra la academia de idiomas Opening y los bancos que financiaron esos cursos.
Se cerraron 130 centros de los cuales aproximadamente la mitad de ellos eran franquiciados, y una parte de estos continuaron su actividad tras la bancarrota de Opening pero bajo otro nombre comercial. En cuanto a la plantilla, en principio 1200 trabajadores se vieron abocados al desempleo tras varios meses sin percibir el sueldo correspondiente y movilizaciones ante la empresa.

## Enlaces
- Open English

- Datos: Q5805880